# Тест Амтхауэра
Тест структуры интеллекта Амтхауэра (сокр. IST) — тест, разработанный немецким психологом Рудольфом Амтхауэром для определения коэффициента интеллекта. В своих исследованиях Амтхауэр большое внимание уделял соответствию интеллекта и профессиональной деятельности человека.
По мнению Амтхауэра  отдельные способности человека существуют не как изолированные элементы, их развитие взаимосвязано. Идея единства структур способностей послужила основой многих интеллектуально-профессиональных тестов, в частности, теста структуры интеллекта Амтхауэра.

## Общая информация
В результате теста строится профиль интеллекта по следующим критериям: дополнение предложений, исключение слова, аналогии, память, мнестические способности, арифметические задачи, числовые ряды, пространственное воображение, пространственное обобщение.
Перечисленные выше критерии интеллекта группируются в вербальный, математический и конструктивный комплекс и по ним строится обобщенный профиль результатов.
С помощью теста структуры интеллекта Амтхауэра измеряют уровень интеллектуального развития индивидов в возрасте  от 13 лет до 61 года. Опыт работы с IST свидетельствует, что, несмотря на довольно большой объём этой методики и продолжительность работы испытуемых (около 90 минут), результаты получаются весьма надёжными, поэтому данная методика широко используется для выяснения профессиональной пригодности.

## Состав теста
Тест структуры интеллекта Амтхауэра состоит из 9 субтестов. Каждый из них ориентирован на исследование различных функций интеллекта во всех группах задач. Исключение представляют четвёртый-шестой субтесты, где предлагаются задания закрытого типа.
- Первый субтест — «Логический отбор». Подразумевается исследование индуктивного мышления, языковых навыков. Задача испытуемого — завершить предложение одним из приведённых слов. Число заданий — 20. Время выполнения — 6 мин.

- Второй субтест. Изучение способностей к абстрагированию, оперированию вербальными понятиями. В каждом задании испытуемому предлагают пять слов. Из них четыре связаны между собой по смыслу, а одно — лишнее. Это слово и является искомым. Число заданий — 20. Время выполнения — 6 мин.

- Третий субтест — «Аналогии». Выявление уровня комбинаторных способностей. В каждом задании испытуемому предлагается 3 слова. Между первым и вторым имеется определённая связь. После 3 слова — прочерк. Из пяти предложенных к заданию версий ответов нужно остановить свой выбор на таком слове, которое можно связать с третьим тем же способом, что и два первых. Число заданий — 20. Время выполнения — 7 мин.

- Четвёртый субтест — «Классификация». Оценивание уровня способности формулировать определённую точку зрения. Испытуемый должен объединить два слова общим представлением. Число заданий — 16. Время выполнения — 8 мин.

- Пятый субтест — «Задание на счёт». Оценивание уровня формирования практического математического мышления. Субтест должен быть составлен из 20 арифметических задач. Время выполнения — 10 мин.

- Шестой субтест — «Ряды чисел». Анализ индуктивного мышления, способности оперирования числами. Нужно найти закономерность построения числового ряда в 20 заданиях и продолжить его. Время выполнения — 10 мин.

- Седьмой субтест — «Выбор фигур». Предназначен для исследования комбинаторных способностей. Испытуемому предлагают карточки, где представлены разбитые на несколько частей геометрические фигуры. Необходимо найти карточку с фигурой, которая соответствует разделённой на части. Число заданий — 20. Время выполнения — 7 мин.

- Восьмой субтест — «Задача с кубиками». Изучаются показатели, сходные по характеру с теми, которые измерялись в седьмом субтесте. В каждом из 20 заданий предлагается куб, определённым образом изменённый относительно ряда кубов. Нужно соотнести представленный куб с одним из тех, которые обозначены буквами. Время выполнения — 9 мин.

- Девятый субтест. Здесь подобраны задания на выявление способности сосредоточивать внимание и сохранять в памяти выученное. Испытуемый обязан запомнить ряд определённых слов и найти их среди других, предложенных в задании. Слова, предназначенные для запоминания, занесены в таблицу по определённым группам. Общее количество запоминаемых слов — 25. Время запоминания таблицы — 3 мин. Число заданий — 20. Время выполнения — 6 мин.

Полностью тест состоит из 176 заданий. Общее время выполнения без подготовительных операций и инструктирования — 90 мин.